# Мартовске иде (филм)
Мартовске иде (енгл. The Ides of March) је америчка драма из 2011. Осим што глуми у њему, Џорџ Клуни је режирао и продуцирао филм, и написао сценарио. Филм је отворио Филмски фестивал у Венецији крајем августа, а америчка премијера била је 14. октобра. Гозлинг је за своју улогу био у конкуренцији за Златни глобус.

## Улоге
| Глумац          | Улога         |
| --------------- | ------------- |
| Џорџ Клуни      | Мајк Морис    |
| Мариса Томеј    | Ајда Хоровиц  |
| Рајан Гозлинг   | Стивен Мајерс |
| Пол Џијамати    | Том Дафи      |
| Eван Рејчел Вуд | Моли          |